# 哈隆 (阿利坎特省)
哈隆，是西班牙巴伦西亚自治区阿利坎特省的一个市镇。总面积35km2，总人口2025人（2001年），人口密度58人/km2。